# Атис (опера)
«Атис» (фр. Atys, LWV 53) — лирическая (музыкальная) трагедия в пяти актах с прологом Жана-Батиста Люлли на либретто Филиппа Кино. Сюжет взят из неоконченной поэмы Овидия «Фасты». Премьера («дивертисмент для величайшего из героев» — Людовика XIV) прошла в Сен-Жерменском дворце 10 января 1676 года. Первое представление для публики состоялось в апреле 1676 года в парижском театре Пале-Рояль на улице Сент-Оноре.

## Роли
| Пролог                                                      | Пролог               | Пролог | Пролог |
| Роль                                                        | Голос                | Премьера, 10 января 1676 (Дирижёр: —)                                                                                      |        |
| ----------------------------------------------------------- | -------------------- | --- | ------ |
| Время                                                       | баритон              | Франсуа Бомавиель |        |
| Флора                                                       | сопрано              | Мари Вердье (фр. Marie Verdier)                                                                                            |        |
| Мельпомена, муза трагедии                                   | сопрано              | Мадемуазель Бокр (фр. Mlle Beaucre)                                                                                        |        |
| Ирида                                                       | сопрано              | Мадемуазель Десфронто (фр. Mlle Desfronteaux)                                                                              |        |
| Зефир, персонификация ветра                                 | о-контр              | де Ла Грий (фр. de La Grille)                                                                                              |        |
| Геркулес, Антей, Этеокл, Полиник, Кастор, Поллукс (танцоры) |                      | Пьер Бошан, Доливе (фр. Dolivet), Фор (фр. Faure), Фавье (фр. Favier), Лестанж (фр. Lestang), Маньи (фр. Magny), Луи Пекур |        |
| Трагедия                                                    |                      | |        |
| Атис, родственник Сангариды и друг Селенуса                 | о-контр              | Бернар Кледьер (фр. Bernard Clédière)                                                                                      |        |
| Сангарида, нимфа, дочь речного божества                     | сопрано              | Мари Обри |        |
| Кибела, богиня                                              | сопрано              | Мадемуазель де Сен-Кристофль (фр. Saint-Christophle)                                                                       |        |
| Мелисса                                                     | сопрано              | |        |
| Селенус, царь Фригии                                        | баритон              | Гэй (фр. Gaye) |        |
| Идас                                                        | бас                  | Морель (фр. Morel) |        |
| Дорис                                                       | сопрано              | Мари-Мадлен Бригонь (фр. Marie-Madeleine Brigogne)                                                                         |        |
| Сангар, отец Сангариды                                      | бас                  | Годонеш (фр. Godonesche)                                                                                                   |        |
| Бог сна                                                     | о-контр              | Рибон (фр. Ribon) |        |
| Морфей                                                      | о-контр              | |        |
| Фобетор                                                     | бас                  | |        |
| Фантас                                                      | тенор                | |        |
| Алекто                                                      | роль для актёра-мима | |        |

В связи с премьерой впервые в документах упоминается имя Марена Маре как скрипача «малого хора» оркестра Королевской Академии. В постановке также приняли участие лютнист Пьер Шабансо де Ла Бар фр. Pierre Chabanceau de La Barre  и клавесинист Жан-Анри д'Анжельбер.

## Содержание
В № 94 журнала L’Avant-scène opéra, целиком посвящённом этому произведению, музыковед Жан Дюрон (фр. Jean Duron) настаивает на его драматических качествах:
„Атис“ на самом деле не опера, но лирическая трагедия, ведущим в которой является не музыкант (Люлли), а поэт (Кино) — речь не идет о либретто, но о трагедии».
Оригинальный текст (фр.)Atys en effet n’est pas un opéra, mais une tragédie-lyrique dont le maître d’œuvre n’est pas le musicien (Lully), mais le poète (Quinault) — il ne s’agit pas non plus d’un livret, mais d’une tragédie.

 Однако не все современники признавали текст Филиппа Кино удачным. Так, философ Пьер Бейль считал, что эта опера «значит слишком мало, когда она лишена музыки и театрального представления».
Это первая лирическая трагедия, где главный герой погибает в финале.

### Пролог
Время, а вместе с ним и Хор Часов поют вечную славу Людовику XIV, величайшему из героев. Появляется Флора, богиня весны, с группой нимф, несущих украшения из цветов, во главе с одним из Зефиров. Она жалуется, что не в состоянии выразить своё почтение к королю, который готовится к войне в марте и желает присоединиться ко Времени.
Мельпомена, муза трагедии, появляется, сопровождаемая группой героев: Гераклом и Антеем, Кастором и Поллуксом, Идасом и Линкеем, Этеоклом и Полиником. Стремясь развеять заботы короля, она предлагает поставить представление в память об Атисе, возлюбленном богини Кибелы. Ожидая его, герои и боги танцуют и играют.

### Акт 1
Юный герой Атис вместе с другими фригийцами готовится ко встрече богини Кибелы. Друг героя Идас посмеивается над восторженностью Атиса: уж не любовь ли движет им? Атис признаёт, что он влюблён в прекрасную Сангариду, которая должна выйти замуж за царя Фригии Селенуса. Появляется Сангарида со своей наперсницей Дорис, она тоже взволнована: Кибела, повелительница богов, обещала прибыть на её свадьбу. Атис неверно истолковывает поведение Сангариды — ему кажется, что она рада предстоящему замужеству. В то же время, оставшись наедине с Дорис, Сангарида говорит ей, что любит Атиса, но смирилась с уготовленным ей уделом, и должна избегать молодого человека. Наконец, Атис и Сангарида раскрывают друг другу свою любовь и оплакивают судьбу: счастье для них невозможно. Фригийцы и фригийки танцуют в честь богини. Появляется Кибела — сегодня она изберёт себе верховного жреца, она спрашивает у жителей Фригии, кого они любят и уважают больше всех.

### Акт 2
Храм Кибелы
Селенус и Атис ожидают решения Кибелы. Селенус уверен, что жрецом станет он, и заранее предвкушает, какую власть ему даст этот пост. Он спрашивает Атиса о причине тревоги, в которой, как ему думается, находится Сангарида. Атис успокаивает друга как может. Селенус отсылает его, чтобы сделать последние приготовления к свадьбе. Появляется Кибела, её выбор пал на Атиса, которого богиня давно и тайно любит. Разочарованный Селенус уходит. Богиня открывается своей наперснице Мелиссе и собирается сообщить Атису о своих чувствах, когда он заснёт. Она приказывает Мелиссе предупредить об этом Сон и Сновидения. Появляются Зефиры, собираются все желающие узнать о выборе Кибелы. Люди входят в храм и воздают Атису славу.

### Акт 3
Дворец главного жреца Кибелы
Атис в одиночестве тоскует о Сангариде. Появляются Дорида и Идас, они рассказывают Атису, что Сангарида хочет всё открыть Кибеле и просить её заступничества. Атис в сомнениях: он не хочет предать своего друга Селенуса, но не может отказаться от любви. Дорида и Идас оставляют Атиса, тот засыпает.
Пещера сна
Он видит Бога сна, окружённого сновидениями. Добрые сны уверяют Атиса, что Кибела любит его, и что с ней он будет счастлив; дурные сны обещают ему месть богини, если он не ответит на её любовь.
Дворец главного жреца Кибелы
В тревоге просыпается Атис, снов больше нет, над ним склонилась Кибела и успокаивает его. Сновидения говорили от имени богини, она подтверждает это и просит Атиса признаться ей в своих чувствах. Атис говорит о том, что почитает Кибелу. Она разочарована. Входит Сангарида, она бросается к ногам Кибелы и просит избавить её от брачного союза с Селенусом. Но как только Сангарида собирается рассказать о любви к Атису, он прерывает её. Атис присоединяется к просьбе нимфы: пусть Сангарида останется свободной и посвятит себя служению Кибеле. Богиня обещает помочь девушке, но ею овладевают сомнения: похоже, Атис любит Сангариду.

### Акт 4
Дворец бога реки Сангар
Сангарида страдает от ревности, она считает, что Атис изменил ей, так как скрыл свою любовь от Кибелы. Она хочет отомстить Атису и не слушает уговоров Дориды и Идаса. Сангарида соглашается выйти замуж за Селенуса. Атис узнаёт об этом, влюблённые ссорятся, но, объяснившись, снова клянутся друг другу в верности. Начинаются приготовления к свадебной церемонии. Бог Сангар и другие божества источников и рек поздравляют Селенуса и Сангариду. Появляется Атис, которого сопровождают зефиры. Атис под тем предлогом, что Кибела объявила этот брак нежелательным и требует, чтобы Сангарида прибыла к ней, и похищает невесту. Зефиры помогают им бежать от разгневанных Сангара, Селенуса и гостей.

### Акт 5
Сады Кибелы
Селенус встречается с Кибелой и требует у неё объяснения происшедшему. Кибела удивлена и отвечает Селенусу, что они оба были обмануты. Богиня полна решимости отомстить Атису и Сангариде. Влюблённые молят о прощении. Кибела приказывает фурии Алекто лишить Атиса разума. Он принимает Кибелу за Сангариду, а возлюбленная представляется ему чудовищем, он преследует нимфу и убивает её священным кинжалом. Селенус, не сумевший помешать убийству, поражён. К Атису возвращается разум. Кибела показывает ему мёртвую Сангариду и рассказывает о том, что он — её убийца. Атис в отчаянии оплакивает возлюбленную. Кибелой овладевают запоздалые сомнения — правильно ли поступила она. Атис закалывается кинжалом. Кибела, понявшая всю жестокость своей мести, превращает умирающего Атиса в своё любимое дерево — сосну. Богиня призывает божества деревьев и вод, которые оплакивают молодого героя вместе с Кибелой.

## Постановки XVII и XVIII веков
В своём письме от 6 мая 1676 года мадам де Севинье делилась впечатлениями от спектакля:
«Вчера я была в Опере… есть места чрезвычайной красоты, есть [сцена] сон и сновидения, которые удивляют изобретательностью; симфония всё басы и звучит так усыпляюще, мы восхищаемся Батистом в его новом сочинении».Оригинальный текст (фр.)J'ai été hier à l’Opéra… il y a des endroits d’une extrême beauté ; il y a un sommeil et des songes dont l’invention surprend; la symphonie est toute de basses et de sons si assoupissants, qu’on admire Baptiste sur de nouveaux frais.
Сент-Эвремон отмечал:
«Одежда, украшения, машины, танцы достойны восхищения. Спуск Кибелы является шедевром; Сон царит со всем очарованием Волшебства. Есть несколько мест, где речитатив прекрасен и целые очень галантные сцены с очень приятной музыкой. В целом Атис был найден прекрасным, но мы начали испытывать скуку от слишком долгого непрерывного пения». Оригинальный текст (фр.)Les habits, les décorations, le machines, les danses y sont admirables. La Descente de Cybèle est un chef d'oeuvre ; le Sommeil y règne avec tous les charmes d'un Enchanteur. Il y a quelques endroits de récitatif parfaitement beaux et des scènes entières d'une musique fort galante et fort agréable. A tout prendre Atys a été trouvé le plus beau; mais c'est là qu'on a commencé à connaître l'ennui que donne un chant continu trop longtemps. 
Рассказывали, что Людовик XIV однажды попросил мадам де Ментенон назвать оперы, которые ей больше всего нравились, она выбрала «Атиса», и король ответил ей цитатой из арии Сангариды в I действии: «Мадам, Атис слишком счастлив» (фр. «Madame, Atys est trop heureux.»).
15 января 1678 года спектакль снова игрался в Сен-Жермене перед королём актёрами, участвовавшими в постановке 1676 года. Позднее опера регулярно шла в Пале-Рояле, даты возобновлений: ноябрь 1689, 31 декабря 1699, 29 ноября 1708, 28 ноября 1709, 23 декабря 1725, 7 января 1738 (повтор — 5 декабря того же года), 7 ноября 1740, 7 ноября 1747, 17 ноября 1753. Особый успех выпал на долю возобновления 1753 года с Желиоттом в роли Атиса, мадемуазель Фель в роли Сангариды и Шассе — Селенуса. Ла Порт в Anecdotes dramatiques назвал постановку достойным ответом французской музыки её противникам.
Вне Парижа опера ставилась в Гааге (1687); Марселе и Ренне (1689); Брюсселе (1695, на Quai au Foin и в 1700), в Лилле (1720) и во дворце Фонтенбло (17, 24 и 26 октября 1740). В 1716 году представлением «Атиса» открылся театр Ла Монне.
В Лионе в 1689 году постановку «Атиса» осуществил получивший трехлетнюю привилегию от Королевской Академии музыки Жан-Пьер Легей. Спектакли проходили в Зале для игры в мяч на улице Пижо. От представления к представлению публика принимала оперу всё хуже, а 30 ноября 1689 года в Зале произошёл пожар, в результате Легей обанкротился. Возобновление оперы состоялось в Лионе в 1742 году.
Опера многократно пародировалась. Так, 3 февраля 1710 года ярмарочным театром в Сен-Жермене был поставлен «Арлекин Атис» Доминика, а «Арлекин Атис» де Понто (фр. de Ponteau) игрался 22 января 1726 года в «Итальянской комедии». Луи Фюзелье по мотивам оперы Люлли написал для театра марионеток пьесу «Влюблённая бабушка». Его же пародия «Атис» давалась в Опера Комик 19 февраля 1726 года. «Полишинель Атис» Каролета шел в Marionnettes de Bienfait в феврале 1736 года на ярмарке в Сен-Жермене, его же «Атис травести» в марте 1736 снова в Сен-Жермене. «Кибела влюблённая» Фабио Стикотти была поставлена в январе 1738 года. «Атис» — совместная работа Риккобони-сына и Романьези — шёл 27 февраля 1738 года в «Итальянской комедии».

## Постановки XX и XXI веков
Опера была поставлена режиссёром Жаном-Мари Виллежье и дирижёром Уильямом Кристи во флорентийском театре Communale (Прато) — премьера состоялась 20 декабря 1986 года. Постановка Виллежье-Кристи, открывшая для широкой публики забытое к тому времени творчество Люлли, имела большой успех и неоднократно возобновлялась (Théâtre de Caen, Opéra de Montpellier, турне Brésil, Инсбрукский фестиваль 1987 — копродукция Opéra de Paris/Teatro Communale de Florence/Opéra de Montpellier; Опера Комик, Монпелье, Нью-Йорк — Бруклинская консерватория 1989; Опера Комик 1991; Мадрид — Театр Сарсуэлы 1992; Версаль 2011) с разным составом исполнителей.
| Роль      | Постановка (1987)                 | Возобновление (2009) | Возобновление (2010)              | Возобновление (2011)   |
| --------- | --------------------------------- | -------------------- | --------------------------------- | ---------------------- |
| Атис      | Ги де Мей/Говард Крук             | Себастьян Монти      | Роман Шампион                     | Бернар Рихтер/Эд Лайон |
| Сангарида | Агнес Меллон                      | Sterenn Boulbin      | Bénédicte Tauran                  | Эммануэль де Негри     |
| Кибела    | Гийометт Лоранс/Дженнифер Смит    | Caroline Chassany    | Амайя Домингес                    | Стефани д’Устрак       |
| Селенус   | Жан-Франсуа Гардель/Николя Ривенк | Romain Beytout       | Эмери Лефёвр (фр. Aimery Lefèvre) | Николя Ривенк          |

В 2009 году «Атис» в концертном варианте был исполнен на фестивале Musiques à la Chabotterie (Вандея), дирижёр — Хуго Рейн.

## Записи
- 1987 (аудио): Ги де Мей, тенор (Атис); Гийметта Лоранс, меццо-сопрано (Кибела); Агнес Меллон, сопрано (Сангарина); Жан-Франсуа Гардель, бас (Селенус); хор и оркестр «Процветающие искусства», дирижёр — Уильям Кристи. Harmonia Mundi 3 CD, 2 часа 51 мин. OCLC 455483098, 180130474 и 163459395.
- 2011 (видео): Бернар Рихтер (Атис); Стефани д’Устрак (Кибела); Эммануэль де Негри (Сангарида); Николя Ривенк (Селенус); Марк Мойон (Идас); Софи Данеман[фр.] (Дорис); Жоэль Азаретти (Мелисса); Пол Эгнью (Сон); Сирил Овити (Морфей); Бернар Делетр (Время, Сангар); компания Fêtes galantes et Gil Isoart Парижской Оперы (танцоры); хор и оркестр «Процветающие искусства»; Уильям Кристи, дирижёр. FRA Musica, 195 мин (опера, возобновление постановки 1987 года режиссёра Жана-Мари Виллежье[фр.] со значительными изменениями в Прологе; запись спектакля в Зале Фавар Опера-Комик, май 2011); 100 минут (бонус: Five Visions of Atys, в том числе интервью с Кристи и Виллежье). OCLC 760307774.